# Akitu
Das Akitu (auch Akiti oder Akitum; sumerisch Akiti-šekinku und Akiti-šununum, babylonisch Rêš-šattim) zählt zu den ältesten Festen der Welt. Ursprünglich handelte es sich um zwei Neujahrsfeste mit dem Namen Akiti. Seit dem späten zweiten Jahrtausend v. Chr. wurde das Akiti in Babylonien Akitu genannt.
Ursprünglich wurde das Neujahrsfest in Sumer (Uruk) unter dem Namen Fest der Gerstenaussaat (Akiti-šununum) im Monat Tašritu gefeiert. Zusätzlich erfolgte eine weitere Neujahrsfeier mit dem Fest des Gerstenschneidens (Akiti-šekinku) im Monat Nisannu. Die Neujahrsfeste bestanden aus mehreren Einzelprozessionen, die 11 Tage andauerten. In der babylonischen Zeit wurde nur noch das Nisannu-Akitu gefeiert. Mit dem Beenden des alten Jahres am letzten Tag wurde das neue Jahr faktisch begonnen, obwohl es in der Dämmerung vom 4. auf den 5. Nisannu als Anfang ausgerufen wurde. Die wichtigste Zeremonie, die Vollziehung der Heiligen Hochzeit und der Segen aller Götter, folgte erst am 10. und 11. Tag. (Nach dem damaligen Kalender begann der neue Tag am Abend. Im gregorianischen Kalender betrug die Dauer datumstechnisch also 12 Tage.)

## Vorgänger: Akiti
Akiti (sumerisch a-ki-ti; akkadisch a-ki-tum, a-ki-tu) war vom dritten bis zum späten zweiten Jahrtausend v. Chr. der Name von zwei Neujahrsfesten, die insbesondere in Ur feierlich begangen wurden. Die genaue Bedeutung des Namens Akiti ist unklar, wobei a für Zeitpunkt, ki für Erde und ti für sich nähern stehen könnte.

### Ernte-Akiti
Das Akitifest der Jahreserstlinge begann am 1. Nisannu mit der Fahrt zum Gaes, dem Akitifeierhaus, das außerhalb von Ur lag. Nach Ankunft wurden in Ur und im Gaes erste Opfer dargebracht.
Am 5. Nisannu folgten die Hauptopfer im Gaes, verbunden mit einer Felderumgehung und weiteren Opfern vor den Standarten der Gottheit Nanna. Das Ernte-Akiti endete am 7. Nisannu mit einer Prozession, bei der auf einem Boot die Götterstatue des Nanna nach Ur zurückkehrte.

### Aussaat-Akiti
Das Aussaat-Akiti wurde am 1. Tašritu mit den Ritualen des Ernte-Akiti eröffnet. Am 3. Tašritu folgten kleine Opfergaben in Ur sowie Salbungen des Tempels der Gottheit Nanna, insbesondere der Tempeltür. Diese Handlungen symbolisierten unter anderem den Neuanfang der Landwirtschaft und die Erneuerung des Nanna bei seiner späteren Tempelheimkehr. Zudem wurden wie beim Ernte-Akiti Opfer vor den Standarten des Nanna vollzogen.
Der 4. Tašritu wurde mit kleinen Opfern begangen, um am 5. Tašritu eine Bootsfahrt mit großen Opferhandlungen und dem Auftritt der Athleten folgen zu lassen. Die nächsten beiden Tage verliefen opferfrei. Am 10. Tašritu brachten die Priester per Boot die Götterstatue des Nanna in seinen Tempel zurück und nahmen anschließend von den Kaufleuten eine 10%ige Tempelabgabe entgegen. Das Aussaat-Akiti endete am 11. Tašritu mit Opfergaben in Ur und im Gaes.

## Babylonisches Akitu
In der babylonischen Form wurde das Akitu-Fest Anfang des Jahres genannt und vornehmlich dem höchsten Gott Marduk, seinem Sohn Nabû und anderen Göttern gewidmet. Die Einzelprozessionen wurden an den zwei Orten, dem Tempel Marduks Esagila und dem Haus des neuen Jahres (Bit Akitu), gefeiert. Marduk wurde mit seinem Beinamen Bêl (Herr) angerufen, da die Bezeichnung Marduk im 1. Jahrtausend v. Chr. als heilig galt und deshalb nicht offen ausgesprochen wurde.

### 1. und 2. Nisannu
Der Beginn mit dem 1. Nisannu ist auf Keilschrifttexten nicht mehr erhalten. Am 2. Nisannu begann zwei Stunden vor dem Nachtende die Waschung des Oberpriesters (šešgallu) mit dem heiligen Euphrat-Wasser zur rituellen Reinheit, der danach den Leinenvorhang im Allerheiligsten von Esagil aufzog und die Worte sprach: Bêl, stelle die Söhne Babylons von allen Lasten frei. Beschütze dein Haus Esagil. Anschließend wurden die Haupttore des Tempels geöffnet und die Kultsänger vollzogen mit den Musikern für Bêl und seiner Gemahlin Bêltija (šarparitu) die Zeremonie.

### 3. und 4. Nisannu
Der 3. Nisannu lief wie der 2. Nisannu ab. Der 4. Nisannu startete 3,5 Stunden vor dem Nachtende mit dem Gebet des 2. Nisannu durch den Oberpriester. Danach wurde unter Blickrichtung nach Norden im Haupthof eine weitere Segensformel gesprochen: Pegasus, Esagil als Abbild von Himmel und Erde, komme dreimal über Esagil.
Nach Sonnenaufgang ging der König in den Tempel des Nabû und erhielt vom Hohepriester das königliche Zepter überreicht. Anschließend reiste er in das 17 Kilometer entfernte Borsippa zum dortigen Nabû-Tempel. In der bald folgenden Abenddämmerung rezitierte der Oberpriester des Etuša das babylonische Schöpfungswerk Enuma Elisch. In dieser Zeit blieb der Vorhang des Anu und der Thron Enlils geschlossen.

### 5. Nisannu
Die Festlichkeiten des 5. Nisannu begannen 4 Stunden vor dem Nachtende und mit den gleichen Anfangszeremonien des 4. Nisannu. Statt der Segensformel Pegasus wurden nun die Worte gesprochen: Dimmer-ankia als Entscheider der Schicksale, Nunki als Sprecher der Weisheit, Asari als Schenker des Kulturlandes, Jupiter als Signalgeber, Merkur als Regenbringer, Saturn als Wahrheit und Gerechtigkeit, Mars als Bringer des wilden Feuers, Sirius als Ausloter des Meerwassers, Bootes als Herr des Enlils, Nenegar aus sich selbst entstanden, Numušda als Bringer des Dauerregens, die Brust des Skorpions als Zieher über das Meer, Sonne und Mond beruhigen alle Herren. Gibt es einen anderen Gott außer meinem Gott ? ...[auf Antwort wartend]...Nein ? Niemand ist wie mein Gott.
Nach Sonnenaufgang übergab die Priesterschaft dem König die Statue des Nabû aus Borsippa, der danach nach Babylon seinen Rückweg nahm und dort angekommen am Uraš-Tor die Statue der dortigen Priesterschaft übergab. Es folgte das Begrüßen von Marduk in Esagila und vor dem Betreten des Tempels das Ablegen seiner Waffen, der Krone und des Zepters. Der Oberpriester zog den König danach an seinen Ohren vor Marduk und stellte die Frage: Hast du Freveltaten begangen oder gesündigt ?. Zeitgleich gab der Oberpriester dem König eine harte Ohrfeige. Traten danach Tränen in die Augen des Königs und beantwortete er die Frage mit Ich habe immer ohne Sünde gehandelt, wurde das Orakel befragt, das traditionell eine gute Zukunft prophezeite. Nach Verlesung von glorreichen folgenden Zeiten für Babylon ergriff der König die Hände von Marduk und erhielt seine Insignien zurück. In der Abenddämmerung folgte das bestätigende Ritual durch den heiligen Himmelsstier der Ištar.

### 6. und 7. Nisannu
Am 6. Nisannu wurde die Statue des Nabû zum Tempel des Ninurta zu einem Schaukampf gegen zwei Feinde gebracht, die von goldenen Statuen repräsentiert wurden. Die symbolische Auseinandersetzung endete natürlich mit einem Sieg für Ninurta, der anschließend neben Marduk auf den Thron gesetzt wurde. In der Abenddämmerung erreichten weitere Götterstatuen Babylon, deren Ankunft unter dem Jubel der Bevölkerung stattfand. Mit Beginn des 7. Nisannu erhielten die Götterstatuen nach einer rituellen Reinigung neue Kleider.

### 8. Nisannu
Der erste Höhepunkt der Feierlichkeiten begann am 8. Nisannu. Alle Statuen wurden aus ihren Schreinen geholt und dem babylonischen Volk präsentiert. Es war der Tag der Ehrerbietung aller Götter für Marduk, um die Treue und den Segen des neuen Jahres darzustellen. Nach dem Treue-Eid zogen die Götterstatuen den Prozessionsweg zum Euphrat und wurden auf Schiffe umgeladen. Der König stand dabei an der Spitze des Prozessionszuges bei Marduk. Bei Antritt der letzten Wegstrecke wurden die Schiffe auf Transportwagen gehoben und schwimmend zum Haus des neuen Jahres gezogen.
Die mitfeiernde babylonische Bevölkerung unterstützte jauchzend und singend den Weg der Götter. Inhalt der Lieder war die Verehrung von Ištar und Marduk. Der altsumerische Gott Enlil wurde der Lächerlichkeit preisgegeben und als Vatergott des Marduk, der nun in der Gosse liegt bezeichnet. Die untergebenen Götter des Marduk beantworteten in der Prozession die Frage, warum sie nicht in ihren heiligen Tempeln geblieben sind, unter Hohn gesungen mit: Weil wir immer dort sein müssen, wo Marduk ist. Wir müssen ihm folgen und seine Befehle befolgen.

### 9. und 10. Nisannu
Umfangreiche Kenntnisse über den 9. und 10. Nisannu fehlen. In diesen Tagen legte der König die Ergebnisse der Beutezüge des letzten Jahres vor die Götter und erwartete deren Huldigung an ihn. Die eroberten Schätze wurden dabei symbolisch den Göttern als Opfergabe überbracht. Real gelangten sie in die Obhut der Priesterschaft, die sich aus dem Großteil der Spenden finanzierte. In der Abenddämmerung des 10. Nisannu folgte der letzte Höhepunkt des Neujahrsfests. Der König vollzog mit Ištar als Verkörperung von Marduk die rituelle Heilige Hochzeit als Dank an die Götter für das erfolgreiche letzte Jahr und dem Segen für das neue Jahr.

### 11. Nisannu
Mit Beginn des 11. Nisannu kehrten die Götter vom Haus des neuen Jahres nach Esagila zurück. Der Ablauf der Prozession war mit den Feierlichkeiten vom 8. Nisannu in umgekehrter Reihenfolge identisch. Nach einer letzten Segenssprechung für Nabû traten die Götter die Heimreise in ihre Heimattempel und Schreine an.

## Nachwirken bis in die Gegenwart
Die Geschichte des Akitu Festivals wurde ebenso von den Assyrern festgehalten und von Wissenschaftlern in vielen Sprachen übersetzt. Die Akitu-Feierlichkeiten wurden über Jahrhunderte später über die Grenzen von Babylon hinaus noch vollzogen, so wurde es beispielsweise im 3. Jahrhundert unter dem römischen Kaiser Heliogabalus (218–222) zu Ehren des Gottes Elagabal eingeführt.
In der heutigen Zeit wird es als Frühlingsfest von vielen ethnischen und religiösen Gruppen im Nahen Osten unter anderem bei den Assyrern, Persern und Arabern jedes Jahr gefeiert. In der ausgestorbenen akkadischen Sprache wird das Fest Akitu genannt. Es beginnt jedes Jahr am 21. März und versteht sich nicht mehr als religiöse Zeremonie, sondern als kulturelles und politisches Fest.